# ブルー・ジェミニ
ブルー・ジェミニ（Blue Gemini）は、発展型ジェミニ計画の一つとして研究されたアメリカ合衆国の有人宇宙飛行計画。アメリカ空軍が主導する軍事目的のものであり、構想段階で中止されている。

## 概要
アメリカ空軍は宇宙空間利用のための独自の有人宇宙計画を検討しており、1962年に入ると具体化し始めた。その中で、アメリカ航空宇宙局（NASA）主導で開発が進められていたジェミニ宇宙船を用いて、空軍主導のミッションにおいて、アジェナ標的機との軌道上ランデブーや船外活動を行なう構想が、「ブルー・ジェミニ」計画として、1962年8月に提案された。ランデブーは敵性人工衛星の偵察に用いるためであり、有人機動ユニットを用いた船外活動により大型レーダーを用いた地表捜索も行う計画であった。状況によっては各種機材を搭載し、乗員1名での打上げも検討されており、宇宙空間において14日間の行動が可能であることとされた。空軍では、これとほぼ同時に有人軌道展開システム（MODS）という軍用宇宙ステーションの構想も持っており、ブルー・ジェミニはその技術開段階としても位置付けられていた。
ブルー・ジェミニは費用がかさみ、またジェミニ計画においても、重複して技術試験が行われることから、アメリカ合衆国国防長官ロバート・マクナマラは1963年1月に開発中止を決定した。MODSも同様に中止されている。
なお、1963年12月には、タイタン3ロケット及びジェミニB宇宙船を用いる新しい宇宙飛行計画である有人軌道実験室（MOL）が承認されている。混同されやすいが、ジェミニBはブルー・ジェミニとは異なる計画である。